# Zvezda 2005 Perm
Zvezda 2005 Perm (Russisch: Звезда 2005" Пермь) is een professionele vrouwenvoetbalclub uit Perm, de hoofdstad van de kraj Perm in Rusland. Hun thuiswedstrijden spelen ze in het Zvezdastadion (20.000 toeschouwers en ook de thuisbasis van Amkar Perm).
De in 2005 opgerichte club eindigde in 2006 als tweede in de tweede divisie achter kampioen Engergiya Voronezj, maar nadat deze zich uit de competitie terugtrok werd Zvezda-2005 toegelaten tot de eerste divisie in het seizoen 2007. Hierin werden ze ongeslagen kampioen door FC Rossiyanka te verslaan. Het kampioenschap bezorgde hun een startbewijs voor de UEFA Women's Cup voor het seizoen 2008/09. Bij hun eerste deelname bereikten ze als eerste Russische club de halve finale. Hierin wisten ze Umeå IK te verslaan (2-0, 2-2) en stoten meteen door naar de finale, waarin ze het eveneens debuterende FCR 2001 Duisburg troffen. De finale verloren ze middels een thuisnederlaag (0-6) en een gelijkspel (1-1) in de MSV-Arena. In 2008 wisten ze de landstitel te prolongeren en stelden daarmee een startplaats voor de UEFA Women's Champions League 2009/10 veilig. Hier werd de club direct in het hoofdtoernooi geplaatst, waar het in de tweede ronde (de 1/8 finale) door het Noorse Røa IL werden uitgeschakeld op uitdoelpunt. In 2009 werd de derde titel op rij binnengehaald en daarmee de derde deelname aan de Champions League veilig gesteld. Hun vierde deelname dankten ze aan de tweede plaats achter de landskampioen van 2013, Ryazan VDV.
Bekertoernooi
In 2007, 2008 en 2009 werd drie keer oprij de finale gehaald, drie keer was Rossiyanka hun opponent hierin. Alleen in 2007 werd de bekerzege binnengehhaald in een dubbele ontmoeting (2-1, 0-0). De finales van 2008 en 2009 werden met 0-1 en 1-3 verloren. In 2012 en 2013 werd de finale weer gehaald en beide werd de beker gewonnen. In 2012 werd Zorkiy Krasnogorsk met 2-1 verslagen, in 2013 Izmaylovo Moskou na verlenging ook met 2-1.

## Erelijst
| Kampioenschap     | Aantal | Winnaar in                   | Finalist in |
| ----------------- | ------ | ---------------------------- | ----------- |
| Eerste divisie    | 5      | 2007, 2008, 2009, 2014, 2015 |             |
| Beker van Rusland | 5      | 2007, 2012, 2013, 2015, 2016 | 2008, 2009  |
| Champions League  |        |                              | 2009        |

## In Europa
Legenda: R = ronde, KF = kwartfinale, HF = halve finale, F = finale
N.B. Wedstrijden met * gemerkt zijn thuiswedstrijden.
| Seizoen | Competitie                            | Ronde | Land                           | Club                   | Uitslagen  |
| ------- | ------------------------------------- | ----- | ------------------------------ | ---------------------- | ---------- |
| 2008/09 | UEFA Women's Cup toernooi in Šiauliai | 1R    | Vlag van Litouwen              | Gintra Universitetas   | 8-0        |
| 2008/09 | UEFA Women's Cup toernooi in Šiauliai | 1R    | Vlag van Faeröer               | KÍ Klaksvík            | 8-0        |
| 2008/09 | UEFA Women's Cup toernooi in Šiauliai | 1R    | Vlag van Hongarije             | 1. FC Femina Boedapest | 1-0        |
| 2008/09 | toernooi in Oslo                      | 2R    | Vlag van Duitsland             | 1. FFC Frankfurt       | 1-0        |
| 2008/09 | toernooi in Oslo                      | 2R    | Vlag van Schotland             | Glasgow City LFC       | 1-0        |
| 2008/09 | toernooi in Oslo                      | 2R    | Vlag van Noorwegen             | Røa IL                 | 3-1        |
| 2008/09 |                                       | KF    | Vlag van Denemarken            | Brøndby IF             | 4-2, 3-1 * |
| 2008/09 |                                       | HF    | Vlag van Zweden                | Umeå IK                | 2-0 *, 2-2 |
| 2008/09 |                                       | F     | Vlag van Duitsland             | FCR 2001 Duisburg      | 0-6 *, 1-1 |
| 2009/10 | UEFA Women's Champions League         | 1R    | Vlag van Bosnië en Herzegovina | ŽNK SFK 2000 Sarajevo  | 3-0, 5-0 * |
| 2009/10 |                                       | 2R    | Vlag van Noorwegen             | Røa IL                 | 0-0, 1-1 * |
| 2010/11 | UEFA Women's Champions League         | 1R    | Vlag van Cyprus                | Apollon Limassol       | 2-1, 2-1 * |
| 2010/11 |                                       | 2R    | Vlag van Noorwegen             | Røa IL                 | 1-1, 4-0 * |
| 2010/11 |                                       | KF    | Vlag van Frankrijk             | Olympique Lyon         | 0-0 *, 0-1 |
| 2014/15 | UEFA Women's Champions League         | 1R    | Vlag van IJsland               | Stjarnan Garðabær      |            |

## Bekende (ex-)spelers
- Petra Hogewoning